# NGC 2782
NGC 2782 هي مجرة حلزونية غريبة شكلت بعد اندماج المجرة تقع في كوكبة الوشق. المجرة تبعد حوالي 75 مليون سنة ضوئية من الأرض، بالنظر إلى أبعادها الظاهرة فإن NGC 2782 تمتد لنحو 100,000 سنه ضوئيه عرضاً. NGC 2782 تحتوي على نواة مجرية نشطة وهي مجرة انفجار نجمي ونوع 1 من مجرة زايفرت. وذكرت NGC 2782 في أطلس المجرات الغريبة في فئة المجرات ذات الحلقات المتجاورة.

## الهيكلة

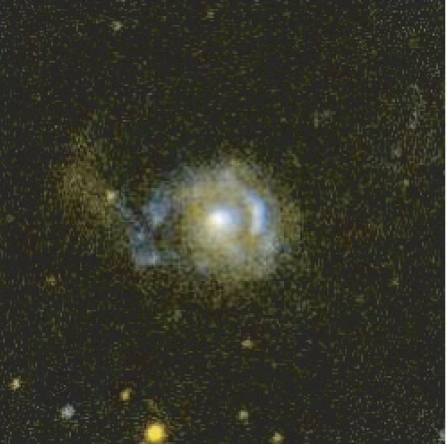
NGC 2782

### نواة مجرية نشطة
النواة ومنطقة NGC 2782 الدائرية تظهر نشاط تفجر نجمي، حيث يوفر قضيب المجرة الغاز للنواة. نواة المجرة النشطة مخفية بواسطة امتصاص ذو عمود عالي الكثافة و H2O من خلال الميزر مرتبط بها. ويخلق تكوين النجم القوي «الريح العظيمة» والغير عادية من الغاز المتدفق، الذي تم الكشف عنها بواسطة الأشعة السينية مثل الفقاعة والبنية. وهي حوالي 7 دقائق قوسية جنوب المنطقة الوسطى من المجرة. ويمكن رؤية فقاعة مماثلة بواسطة الموجات الراديوية في الجانب الشمالي. هناك أيضا انتشار لإنبعاثات الأشعة السينية. نواة NGC 2782 هي نواة مجرية نشطة منخفضة اللمعان.

### ذيول المد والجزر
في NGC 2782 يظهر اثنين من ذيول المد والجزر، كما هو مبين في تصوير خط هيدروجين، يمتد عمود حوالي 5 دقائق قوسية نحو الشمال الغربي، مع كتلة تقدر 1.4 × 109 كتلة شمسية من الهيدروجين الذري، وهو ما يمثل حوالي 40 % من مجموع الكتلة. وقد اقترن عمود HI قصير حيث يمتد نحو الشرق مع الذيل الذي يمتد 2.7 دقيقة قوسية نحو الشرق في الصور الضوئية. الذيل الشمالي الغربي هو أشد في الطيف البصري. تم الكشف عن ثاني أكسيد الكربون في الذيل الشرقي، بسبب وجود الغاز الجزيئي ومنطقة هيدروجين II، مع الكتلة الإجمالية 6 × 108 كتلة شمسية أو أكثر من ذلك. هناك نشاط تشوه في الذيل الشرقي أما في الذيل الغربي تم الكشف عن 7 مصادر من الأشعة فوق البنفسجية. هذه النجمية هي 1 إلى 11 مليون سنة. ثلاثة منها لديها المعادن العالية، مماثلة لنواة المجرة.